# Maximiliano Hernández

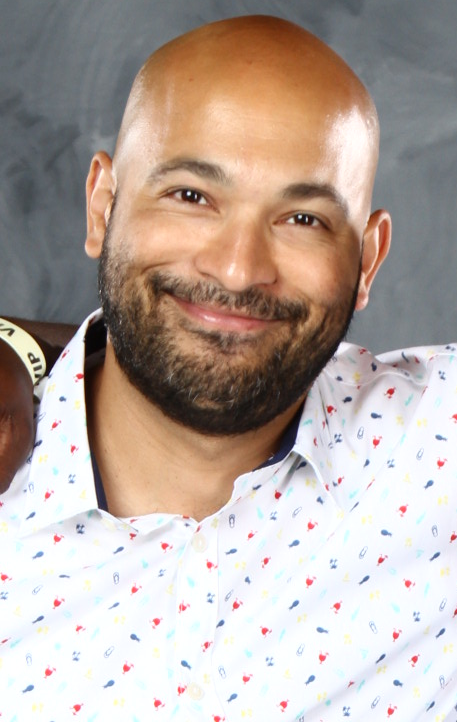
Maximiliano Hernández (2015)

Maximiliano Hernández (* 1973 in Brooklyn, New York City, New York) ist ein US-amerikanischer Schauspieler.

## Leben
Maximiliano Hernández wurde als zweites von drei Kindern im New Yorker Stadtteil Brooklyn geboren. Seine Eltern stammen aus Honduras. Mit dem Schauspielern begann er an der Bishop Ford High School.
Obwohl Maximiliano Hernández schon ab 1994 vereinzelt in Serien und Filmen zu sehen war, ist er erst seit 2004 regelmäßig im Fernsehen zu sehen. Im Jahre 2006 war er in den Serien Conviction, The Nine – Die Geiseln und Shark sowie im Film The Namesake – Zwei Welten, eine Reise zu sehen. Es folgten Auftritte in Numbers – Die Logik des Verbrechens, 24, Southland und Terriers. Auch hatte er kleinere Rollen in den Filmen Das Gesetz der Ehre, Das Hundehotel und Thor. Nachdem er für eine Folge in The Closer zu sehen war, verkörperte er 2011 erstmals den Agent Jasper Sitwell in Marvel One-Shot: The Consultant. 2012 spielte er dieselbe Rolle im Film Marvel’s The Avengers sowie 2013 in drei Folgen der dazugehörigen Serie Marvel’s Agents of S.H.I.E.L.D. des Senders ABC. Zwischen 2011 und 2012 war er für einen längeren Handlungsbogen als Detective Towers in der Serie Ringer neben Sarah Michelle Gellar zu sehen. 2013 verkörperte er die Rolle des Chris Amador in der auf FX ausgestrahlten Serie The Americans neben Keri Russell und Matthew Rhys.
Maximiliano Hernández ist Vater eines Sohnes und lebt in Pasadena.

## Filmografie (Auswahl)
- 1994: Prisionera de amor (Fernsehserie)
- 1997, 1999, 2005: Law & Order (Fernsehserie, 3 Folgen)
- 1999: Raw Nerve
- 2000: The Yards – Im Hinterhof der Macht (The Yards)
- 2004: Criminal Intent – Verbrechen im Visier (Law & Order: Criminal Intent, Fernsehserie, Folge 4x07)
- 2006: Law & Order: Trial by Jury (Fernsehserie, Folge 1x13)
- 2006: Conviction (Fernsehserie, Folge 1x03)
- 2006: Namesake – Zwei Welten, eine Reise (The Namesake)
- 2006: The Nine – Die Geiseln (Fernsehserie, Folge 1x05)
- 2006: Shark (Fernsehserie, Folge 1x09)
- 2007: Numbers – Die Logik des Verbrechens (Numb3rs, Fernsehserie, Folge 3x17)
- 2008: Das Gesetz der Ehre (Pride and Glory)
- 2009: 24 (Fernsehserie, 2 Folgen)
- 2009: Das Hundehotel (Hotel for Dogs)
- 2009: Southland (Fernsehserie, Folge 1x04)
- 2010: Terriers (Fernsehserie, 2 Folgen)
- 2011: The Closer (Fernsehserie, Folge 7x06)
- 2011: Thor
- 2011: Warrior
- 2011: Marvel One-Shot: Der Berater (Marvel One-Shot: The Consultant, Kurzfilm)
- 2011–2012: Ringer (Fernsehserie, 5 Folgen)
- 2012: Marvel’s The Avengers
- 2012: Marvel One-Shot: Objekt 47 (Marvel One-Shot: Item 47, Kurzfilm)
- 2013: The Americans (Fernsehserie, 8 Folgen)
- 2013–2014: Marvel’s Agents of S.H.I.E.L.D. (Fernsehserie, 3 Folgen)
- 2014: Imperial Dreams
- 2014: The Return of the First Avenger (Captain America: The Winter Soldier)
- 2014: The Walking Dead (Fernsehserie, 2 Folgen)
- 2014–2017: Hand of God (Fernsehserie, 15 Folgen)
- 2014–2018: The Last Ship (Fernsehserie)
- 2015: Sicario
- 2016: Hawaii Five-0 (Fernsehserie, Folge 7x11)
- 2019: Avengers: Endgame
- 2021: SEAL Team (Fernsehserie, 3 Folgen)
- 2022: Rise
- 2024: Griselda (Miniserie, 3 Folgen)